# دولوریس ایباروری
دولورس ایباروری (اسپانیایی: Dolores Ibárruri‎) (زاده ۹ دسامبر ۱۸۹۵ – درگذشته ۱۲ نوامبر ۱۹۸۹) معروف به «گل رنج» یک کمونیست و فعال سیاسی اسپانیایی در دوران جمهوری دوم اسپانیا و جنگ داخلی این کشور بود. او به خاطر شعار آن‌ها عبور نخواهند کرد که هنگام دفاع از مادرید در برابر هجوم فاشیست‌ها مطرح کرد شناخته می‌شود.
دولورس از هنگام تأسیس حزب کمونیست اسپانیا در سال ۱۹۲۰ میلادی به آن پیوست و در دهه ۱۹۳۰ میلادی از نویسندگان نشریه حزب کمونیست اسپانیا با نام جهان کارگران بود. او در فوریه ۱۹۳۶ میلادی به عضویت مجلس قانون‌گذاری اسپانیا درآمد. ایباروری پس از پایان جنگ داخلی در ۱۹۳۹ میلادی به تبعید رفت و از ۱۹۴۲ تا ۱۹۶۰ دبیرکل کمیته مرکزی حزب کمونیست اسپانیا بود. پس از آن حزب به او مقام تشریفاتی ریاست حزب کمونیست اسپانیا را داد که تا آخر عمر در آن سمت ماند. او در سال ۱۹۷۷ میلادی بالاخره به اسپانیا بازگشت و تا زمان مرگ درآنجا ماند.

## زندگی‌نامه
دولورس ایباروری در سال ۱۸۹۵ میلادی در آبانتو ای سیربانا از پدری باسک و مادری کاستیلی به دنیا آمد. او هشتمین فرزند خانواده‌ای بود که ۹ بچه داشتند و پدرش معدنچی بود. دولوریس علاقه داشت که معلم شود اما خانواده نمی‌توانستند هزینه تحصیلش را فراهم کنند و به همین سبب در ۱۵ سالگی از مدرسه بیرون آمد و به مشاغلی مانند خیاط زنانه و کلفتی مشغول شد. او هنگامی که در شهر آربولدا به پیشخدمتی مشغول بود با مردی به نام خولیان رویز گابینا آشنا شد که یک فعال سندیکا بود. این دو زندگی با هم را شروع کردند و بالاخره دو سال پس از تولد نخستین فرزندشان در سال ۱۹۱۵ میلادی با هم ازدواج نمودند. دولوریس و شوهرش هر دو فعالانه در اعتصاب سراسری سال ۱۹۱۷ میلادی مشارکت داشتند که در نتیجه آن خولیان به زندان افتاد. دولوریس پس از این اتفاق تلاش می‌کرد تا هنگام وقت آزادش در شب‌ها به مطالعه آثار کارل مارکس و دیگر اندیشمندان مارکسیست بپردازد.
نخستین مقاله ایباروری سال ۱۹۱۸ میلادی در مجله معدنچیان ناحیه منتشر شد. این مقاله که در هفته مقدس منتشر شد به ظاهرسازی مذهبی اشاره داشت و نظر به زمان و موضوع آن ایباروی آن را با نام مستعار «آلیاس پاسیوناریا» چاپ کرد.
او در دهه ۱۹۲۰ میلادی به حزب تازه تأسیس کمونیست اسپانیا پیوست و عضو کمیته منطقه‌ای حزب کمونیست در باسک شد و در دهه ۱۹۳۰ میلادی به عضویت در کمیته مرکزی حزب رسید.
دولوریس ایباروری در این مدت ۶ فرزند به دنیا آورد. از این تعداد ۵ تا دختر بودند که چهارتایشان در کودکی مردند و دلوریس در سال‌های بعد همواره به یاد می‌آورد که شوهرش چگونه از جعبه‌های کوچک میوه برای نوزدانشان تابوت می‌ساخت. پسر او از خردسالی جان سالم به در برد و سپس به شوروی رفت اما آنجا جان خود را هنگامی که ۲۲ ساله بود در نبرد استالینگراد از دست داد. تنها فرزند باقی مانده دولوریس «آمایا» نام دارد که با فرزندخوانده استالین به نام آرتیوم سرگیف ازدواج کرد. آمایا سال‌های آخر عمرش را در یک محله کارگری مادرید به نام سیوداد لنیال زیست و سال ۲۰۱۸ میلادی هنگامی که ۹۵ ساله بود در آنجا درگذشت.

### در مادرید (۱۹۳۶–۱۹۳۱)
با برقراری جمهوری دوم اسپانیا در سال ۱۹۳۱ میلادی دولوریس به مادرید رفت و در روزنامه جهان کارگران مشغول شد. نخستین دستگیری او در سپتامبر ۱۹۳۱ میلادی رخ داد. دولوریس که به بند زندانیان معمولی فرستاده شده بود توانست آن‌ها را قانع نماید تا برای آزادی زندانیان سیاسی دست به اعتصاب غذا بزنند. بار دوم که ایباروری در مارس ۱۹۳۲ میلادی دستگیر شد نیز زندانیان را در خواندن سرود انترناسیونال در هنگام ملاقات‌ها رهبری می‌کرد و ایشان را تشویق می‌نمود تا تن به کارهای کم‌مزدی که در زندان انجام می‌شد ندهند. دولوریس در زندان دو مقاله نوشت که در نشریات حزب کمونیست چاپ شدند و در ۱۷ مارس ۱۹۳۲ طی چهارمین اجلاس حزب کمونیست اسپانیا به عضویت کمیته مرکزی درآمد.
دولوریس ایباروری در سال ۱۹۳۳ میلادی سازمانی با نام «سازمان زنان ضدجنگ و ضدفاشیسم» را بنیان نهاد. در ۱۸ آوریل ۱۹۳۳ میلادی ستاره‌شناس شوروی گریگوری نیومین نام سیارکی که تازه کشف کرده بود را به افتخار این زن مبارز اسپانیایی دولورس ۱۲۷۷ گذاشت. دلوریس در ماه نوامبر جهت شرکت در پلنوم ۱۴ کمیته اجرایی انترناسیونال کمونیستی که خطرات ناشی از فاشیسم و جنگ را بررسی می‌کرد به مسکو رفت. دیدن مناظر پایتخت کمونیسم جهان آنچنان دولوریس را شگفت‌زده کرد که در خودزندگینامه‌اش نوشته است: «شگفت‌انگیز شهر روی زمین بود. ساخت سوسیالیسم از آنجا مدیریت می‌شد. در آنجا رویاهای زمینی آزادی نسل‌های متمادی از بردگان، رانده‌شده‌ها، رعایا و پرولتاریا صورت میافت. از آنجا می‌شد سیر حرکت بشر به سوی کمونیسم را دریافت و درک کرد.»
در سال ۱۹۳۴ میلادی دولوریس در نخستین جلسه زنان علیه جنگ و فاشیسم در پاریس حاضر شد. هرچند ریاست این جلسه با گابریل دوشین رئیس شاخه فرانسوی اتحادیه بین‌المللی زنان برای صلح و آزادی بود اما این مجمع در واقع شاخه‌ای از جبهه خلقی فرانسه محسوب می‌شد.

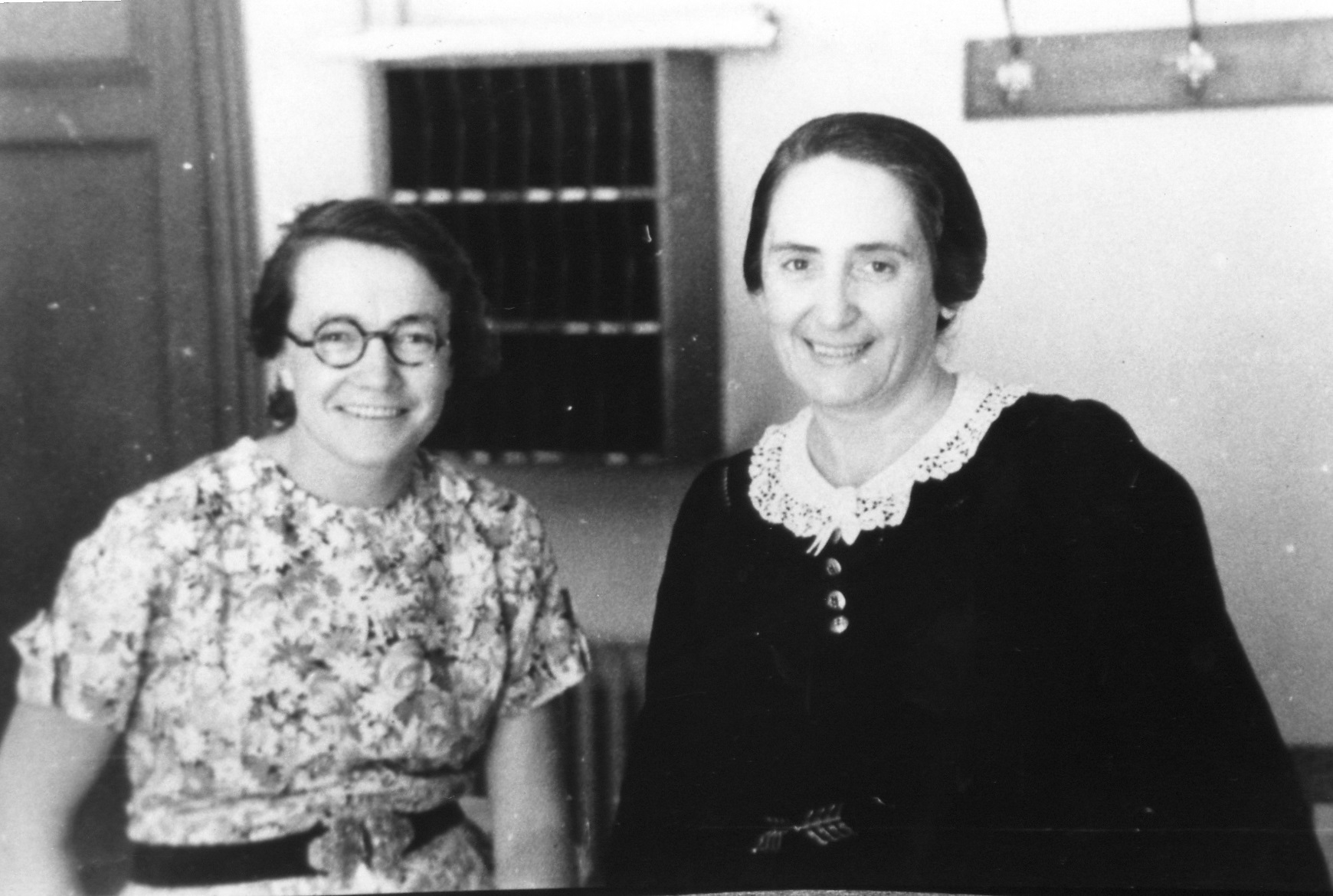
دولوریس ایباروری در سمت راست همراه با فعال فرانسوی، برنادت کاتانئو. سال ۱۹۳۶ میلادی.

اواخر سال ۱۹۳۴ میلادی ایباروری و دو تن دیگر عملیات پرخطری را جهت نجات صدها کودک بی‌پناه که والدینشان در طول انقلاب ۱۹۳۴ اسپانیا دستگیر شده بودند را آغاز کردند. این شورش که در ناحیه آستوریاس رخ داده بود به فرمان جمهوری توسط ژنرال فرانسیسکو فرانکو سرکوب شد. این عملیات نجات موفق بود اما دولوریس برای مدت کوتاهی در زندان‌ها ساما د لانگرو و ابیه‌دو زندانی شد. در این مقطع او برای رهایی فرزندانش از مشکلات بیشتر آن‌ها را در بهار ۱۹۳۵ میلادی به شوروی فرستاد.
در سال ۱۹۳۵ دلوریس مخفیانه از اسپانیا خارج شد تا در هفتمین کنگره جهانی کمینترن که از ۲۵ ژوئیه تا ۲۱ اوت در مسکو برگزار می‌شد شرکت نماید. در این اجلاس گئورگی دیمیتروف ضمن ادای یک سخنرانی مهم پیشنهاد اتحاد نیروهای چپ با دولت‌های بورژوازی مترقی ضد فاشیسم را پیشنهاد کرد. ایباروری که با این دکترین موافق بود به گفته خودش با شور و عزم زیاد به اسپانیا بازگشت تا میان سازمان‌های مختلف کارگری و دموکراتیک اتحاد برقرار نماید. در ضمن او در همین اجلاس بود که به عضویت کمیته اجرایی انترناسیونال کمونیستی انتخاب شد و پس از خوزه دیاز دومین فرد مهم جریان کمونیستی در اسپانیا بود.
ایباروری در سال ۱۹۳۶ میلادی با آزار و اذیت پلیس برای چهارمین بار دستگیر شد و پس از آزادی در ۱۶ فوریه برای شرکت در انتخابات سراسری به عنوان نماینده حزب کمونیست به آستوریاس رفت و توانست به عنوان نماینده مجلس رای بیاورد. یکی از وعده‌های انتخاباتی حزب کمونیست در این ناحیه آزادی زندانیانی بود که در انقلاب ۱۹۳۴ میلادی دستگیر شده بودند و دولوریس در اینباره می‌گوید:
صبح روز اعلام نتایج من که حالا یک نماینده مجلس بودم به زندان ابیه‌دو رفتم. رئیس زندان که با دستگیرشدگان انقلاب سال ۱۹۳۴ به مانند جانی‌ها برخورد می‌کرد با وحشت فرار کرده بود. بالاخره یکی از مقامات زندان را یافتم و به او گفتم کلیدها را بده زیرا زندانیان همین امروز باید آزاد شوند. او به من پاسخ داد که هنوز هیچ دستوری دریافت نکرده و من به او گفتم من نماینده مجلس جمهوری هستم و به شما می‌گویم که کلیدها را به من بدهید. بالاخره او پذیرفت و من به شما می‌گویم که آن روز هیجان‌انگیزترین روز زندگی سیاسی من بود. در سلول‌ها را باز می‌کردم و فریاد می‌زدم «رفقا، همه بیرون بروید.» واقعاً هیجانزده بودم. من منتظر نشستن بر صندلی پارلمان و صدور فرمان آزادی زندانی‌ها نشدم. من می‌گفتم که ما با وعده آزادی زندانیان انقلاب ۱۹۳۴ آمدیم و حالا که پیروز شدیم همین امروز زندانی‌ها آزاد می‌شوند.
در ماه‌های پیش از کودتای راست‌گرایان و آغاز جنگ داخلی در اسپانیا دولوریس در اعتصاب معدنچیان آستوریاس و تجمع مستاجران فقیر مادرید کنار آن‌ها بود. در همان ایام روزی فدریکو گارسیا لورکا با دولوریس و تعداد دیگری از دوستانشان در کافه‌ای نشسته بودند که لورکا پس از مشاهده حالات دولوریس به او گفت: «دولوریس، تو بانوی رنجی، بانوی غصه… می‌خواهم شعری برای تو بنویسم». اما لورکا پیش از آنکه بتواند این کار را انجام دهد در اندلس به دست ملی‌گرایان کشته شد.

### جنگ داخلی (۱۹۳۹–۱۹۳۶)

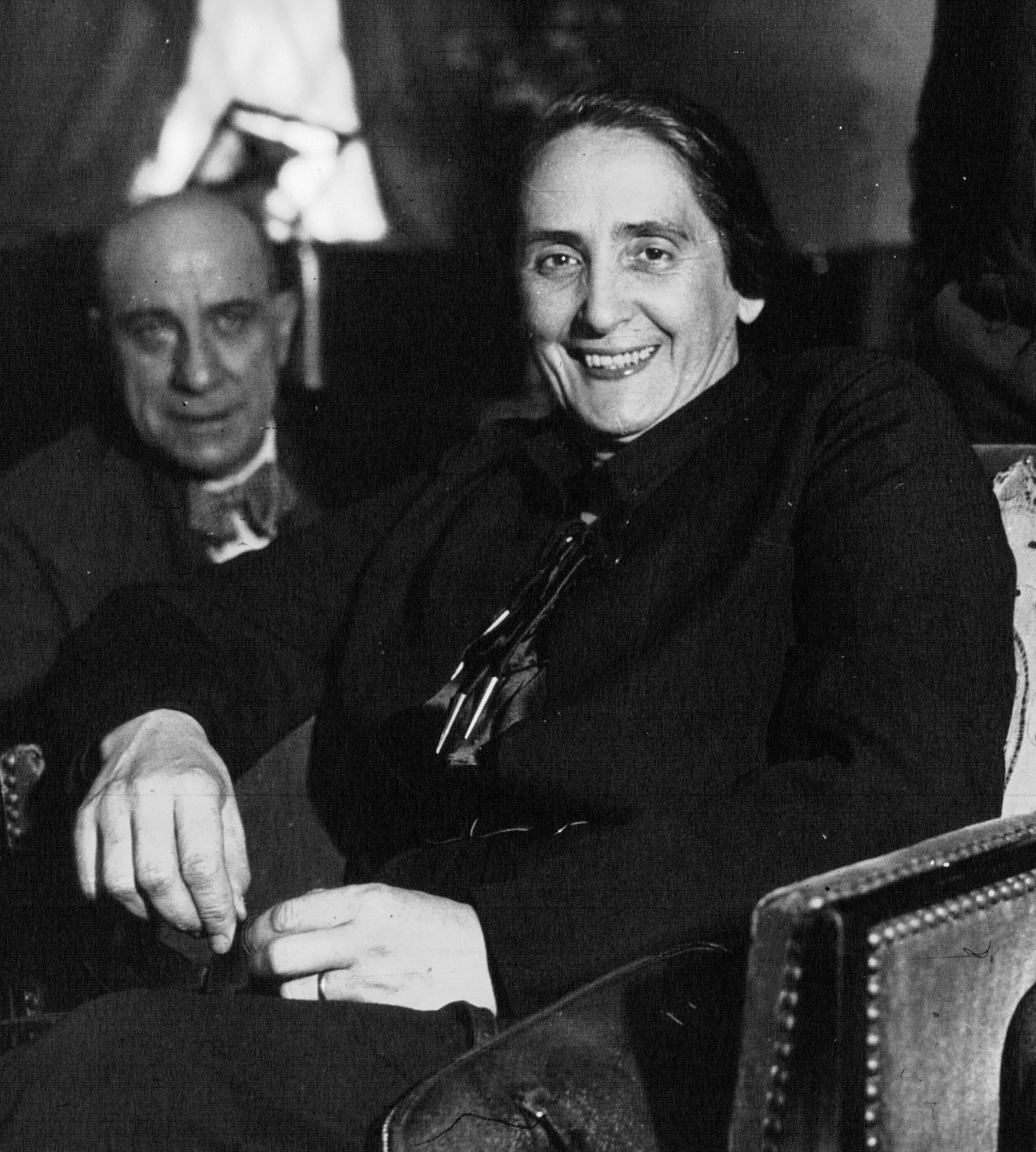
تصویر دولورس ایباروری در سال ۱۹۳۶ میلادی

ایباروری در روزهای نخست جنگ داخلی اسپانیا که اوضاع بسیار به هم ریخته بود و خطر ورود نیروهای ملی‌گرا به پایتخت جدی بود سخنرانی‌هایی داشت که تعدادی از آن‌ها از رادیو پخش و جلوه‌ای ماندگار یافت. بعضی از عبارت‌های او که میان مردم مدافع مادرید و طرفداران جمهوری جاودانه شد عبارتند از: «خطر! مسلح شوید!» (در سخنرانی ۱۹ ژوئیه)، «یگانه چیزی که رزمندگان ما باید کم داشته باشند هیچی است» (در سخنرانی ۲۴ ژوئیه)، «انضباط، خونسردی، هوشیاری» (در سخنرانی ۲۹ ژوئیه)، «دست مداخله‌گران اجنبی را کوتاه کنید!» (در سخنرانی ۳۰ ژوئیه)، «فاشیسم عبور نخواهد کرد!» (در سخنرانی ۲۴ اوت)، «ایستاده مردن بهتر از زیستن روی زانو است!» (در سخنرانی ۳ سپتامبر)، «درود بر زنان رزمنده ما در خطوط مقدم!» (در سخنرانی ۴ سپتامبر)، «خروش ما را همه جهان شنید» (در سخنرانی ۱۵ سپتامبر). او در ۲ اکتبر طی نامه‌ای سرگشاده به پسرش که آن زمان در مسکو پس از عذرخواهی بابت اینکه طی این مدت چیزی ننوشته است می‌گوید: «پسرم، نمی‌توانی تصور کنی آنچه اکنون در اسپانیا جریان دارد تا چه اندازه وحشتناک است… جنگ هر روز و هر ساعت ادامه دارد و بسیاری از بهترین و شجاع‌ترین رفقای ما در آن به خاک افتادند». او سپس از اینکه روزهای زیادی را در جبهه می‌گذارند می‌گوید و نگرانی خود را از عاقبت جنگ اینگونه بیان می‌دارد: «امیدوارم با وجود همه مشکلات و به خصوص کمبود سلاح بازهم در نهایت این ما باشیم که پیروز می‌شویم». در سال ۱۹۳۷ میلادی جنگ داخلی اسپانیا شکل وحشتناک‌تری به خود گرفت و حال نیروهای ملی‌گرا با کمک هواپیماهایی که هیتلر و موسولینی در اختیارشان گذاشته بودند اقدام به بمباران شهرها و مراکز غیرنظامی می‌کردند. دولوریس که از این وضعیت بسیار آشفته بود از دولت خواستار مقابله به مثل شد اما رئیس‌جمهور وقت مانوئل آزانیا و نخست‌وزیر فرانسیسکو لارگو کابالرو با این کار موافق نبودند. ایباروری طی یک سخنرانی که نشان از آمادگی او برای خشونت رادیکال است بیان می‌دارد:
مردان و زنان هر کشوری که عاشق آزادی و ترقی هستید، برای آخرین بار از شما خواهش می‌کنیم. اگر خواهش‌های ما مانند فریادی در بیابان باشد، اگر اعتراضات ما نادیده گرفته شود، اگر انسانیت ما نادیده گرفته شود، اگر همه این‌ها نشانه ضعف ما تلقی شوند آنگاه دشمن فقط باید خود را مقصر بداند چون ما خشم خود را خالی خواهیم کرد و او را در لانه‌اش نابود می‌کنیم.}}
با وجود آنکه در ایام جنگ داخلی جمهوری‌خواهان و نیروهای چپ به کمک‌های نظامی و تسلیحاتی خارجی وابسته بودند در ۲۴ فوریه سال ۱۹۳۷ میلادی استالین فرستادن داوطلبان نظامی را به اسپانیا ممنوع کرد اما همچنان اعضای کمیساریای خلق در امور داخلی شوروی در اسپانیا مشغول به حذف طرفداران تروتسکی مانند حزب اتحاد مارکسیستی کارگران بودند. یکی از نقاط اوج این پاکسازی‌ها روزهای مه بارسلون بود که در آن شوروی فضایی را ایجاد کرد تا حزب اتحاد مارکسیستی کارگران و جبهه خلقی رودرروی یکدیگر قرار بگیرند. طی این درگیری‌ها که از روز ۳ تا ۸ مه به طول انجامید تقریباً ۱۰۰۰ تن کشته و ۱۵۰۰ نفر مجروح شدند.
پس از این وقایع ایباروری در کنار شوروی ایستاد و آنارشیست‌ها و تروتسکیست‌ها را «فاشیسم در درون» خطاب کرد. او خود در اینباره می‌گوید:
وقتی به ضرورت مخالفت با تروتسکیسم صحبت می‌کنیم با پدیده‌ای عجیب روبرو می‌شویم که صداهای از دفاع از آن از دل سازمان‌های خاص و از میان حلقه‌های خاصی از احزاب خاصی بلند می‌شود. این صداها متعلق به افرادی است که خود نیز سرمست از ایدئولوژی‌های ضدانقلابی هستند. طرفداران تروتسکی مدت‌هاست که به عوامل فاشیسم و مأموران گشتاپو آلمان بدل شده‌اند. ما این حقیقت را روی زمین و هنگام کودتای مه در بارسلون و ناآرامی‌هایی که در دیگر مناطق رخ داد دیدیم و هنگامی که محاکمه حزب اتحاد مارکسیستی کارگران آغاز شود همه به این حقیقت پی خواهند برد. رهبرانشان هنگام جاسوسی کردن دستگیر شدند و ما می‌دانیم که پشت هر تلاشی برای تضعیف جبهه داخلی ما، برای تضعیف اقتدار جمهوری، دست فاشیسم پنهان شده است؛ بنابراین ضروری است تا تروتسکیسم را با دستی محکم محکوم نماییم، زیرا تروتسکیسم دیگر یک گزینه سیاسی برای طبفه کارگر نیست، بلکه ابزار ضدانقلاب است.

باید تروتسکیسم را به مانند علف هرز و سمی که ریشه‌های آن را نابود می‌کنند در صفوف پرولتری حزب خویش از میان ببریم. تروتسکیسم را باید ریشه‌کن کرد و مانند جانوران وحشی از میان برد؛ زیرا در غیر این صورت هربار که در خطوط جبهه مردان ما می‌خواهند حمله کنند برنامه‌هایشان به دلیل قانون‌شکنی‌های تروتسکیست‌ها در پشت جبهه به هم خواهد خورد.
دولت جمهوری اسپانیا که حالا کاملاً تحت سیطره کمونیست‌ها قرار گرفته بود شروع به حذف نیروهای آنارشیست و تروتسکیست نمود و بخش‌هایی از نیروهای مردمی و شبه‌نظامی وابسته به این جریانات را خلع سلاح می‌کرد. شورای آنارکوسندیکالیستی آراگون منحل شد و در بارسلون پلیس جمهوری شکار اعضای حزب اتحاد مارکسیستی کارگران را آغاز نمود. رئیس پلیس جدید که ریکاردو بوریلو نام داشت فرمانده همان پلیس‌هایی بود که پیش از انقلاب یکی از چهره‌های معروف پادشاهی‌خواه به نام خوزه کالوو سوتلو را کشتند. پلیس اسپانیا با کمک‌های افرادی از سازمان‌های امنیتی شوروی مانند الکساندر اورولو توانستند آندرو نین رهبر حزب اتحاد مارکسیستی کارگران را دستگیر کنند. نین ابتدا به والنسیا و سپس به مادرید فرستاده شد که آنجا توسط یکی از عوامل شوروی به نام الکالا د انارس در ۲۰ ژوئن ۱۹۳۷ به سختی شکنجه و سپس مثله شد.
دیگر رهبران حزب اتحاد مارکسیستی کارگران نیز در ۱۱ اکتبر ۱۹۳۸ در بارسلون محاکمه شدند. ایباروری در مورد این محاکمه‌ها گفته بود: «ضرب‌المثلی وجود دارد که می‌گوید بهتر است صد مجرم آزاد شوند تا آنکه بیگناهی محکوم شود اما در مواردی که یک خلق در خطر است بهتر که صد بیگناه محکوم شوند تا آنکه مجرمی آزاد شود».

### نخستین تبعید (۱۹۶۰–۱۹۳۹)
دلوریس در ۶ مارس ۱۹۳۹ میلادی با وجود آتشباری ناوگان دشمن توانست خود را با یک کشتی به بندر وهران در الجزایر فرانسه برساند. مقامات فرانسوی که از حضور او شوکه شده بودند به سرعت با یک کشتی مسافرتی ایباروری را به مارسی فرستادند.
با وجود آنکه آن زمان حزب کمونیست فرانسه به دلیل همکاری هیتلر و استالین ممنوع اعلام شده بود دلوریس با کمک تعدادی از کمونیست‌های فرانسه مدتی را زیر نظارت پلیس فرانسه در پاریس گذراند و سپس به مسکو رفت. آن زمان شوروی پناهگاه بسیاری از کمونیست‌های اسپانیایی مانند خوزه دیاز، انریکه لیستر و خوان مودستو بود و دو فرزند دلوریس نیز در شوروی بودند.
روس‌ها به گرمی از ایباروری پذیرایی کردند و علاوه بر منزل یک خودرو و راننده نیز در اختیارش قرار دادند. او که از مشاهده رهایی زن در شوروی بسیار خوشحال بود به دیگر خانواده‌های تبعیدی نیز کمک می‌کرد تا به زندگی در شوروی خو بگیرند.
ایباروری در سرفرماندهی کمینترن که نزدیک کاخ کرملین قرار داشت به عنوان منشی کمیته اجرایی انترناسیونال کمونیستی مشغول به کار شد. وظیفه او در آنجا بررسی، تحلیل و بحث مداوم پیرامون پیشرفت کمونیستم در خارج از شوروی بود. حزب کمونیست اسپانیا که آن زمان بیشتر رهبران و اعضا آن در شوروی پناهنده شده بودند در این سال‌ها تماماً با سیاست‌های خارجی استالین و از جمله نزدیکی با آلمان که از یاوران اصلی ژنرال فرانکو در اسپانیا بود همراهی داشت و ایباروری از ستایندگان استالین بود.
دلوریس ایباروری در شوروی یک رادیو موج کوتاه به زبان اسپانیایی در اختیار گرفت که «رادیو اسپانیای آزاد» نام داشت و برای مردم اسپانیای فرانکو پخش می‌شد. این رادیو کار خود را یک ماه پس از حمله آلمان به شوروی در ۲۲ ژوئیه ۱۹۴۱ میلادی آغاز کرد و مردم اسپانیا فکر می‌کردند مرکز این رادیو در کوه‌های پیرنه است.
با آغاز حمله آلمان به شوروی بسیاری از پناهندگان اسپانیایی در شوروی داوطلب جنگیدن شدند. هنگامی که آلمانی‌ها به نزدیکی مسکو رسیدن ایباروری و رادیوش در ۱۶ اکتبر ۱۹۴۱ میلادی به اوفا مرکز جمهوری باشقیرستان فرستاده شدند. ایباروری در آنجا همچنان رادیو را سرپا نگه داشت و با نام‌های مستعار زیادی در آن فعالیت می‌کرد تا به نظر برسد که این رادیو دارای یک تشکیلات گسترده است. تنها پسر او روبن در دفاع از استالینگراد کشته شد و سیارک ۲۴۲۳ را به افتخار او نامگذاری کردند.
در ۲۳ فوریه ۱۹۴۵ میلادی دلورس از طریق تهران و بغداد به مصر رفت تا بتواند با کشتی خود را به فرانسه آزاد شده برساند که خوان نگرین آخرین رئیس‌جمهور اسپانیا داشت در آنجا همراه با دیگر بقایای جمهوری مهیای یک طرح جدید برای مقابله با فرانکو در اسپانیا می‌کشید اما دلوریس نتوانست به موقع برسد.
در دسامبر ۱۹۴۵ میلادی پلنوم کمیته مرکزی حزب کمونیست اسپانیا در تولوز فرانسه برگزار شد که طی آن سانتیاگو کاریلو رهبر پیشین سازمان جوانان سوسیالیست توانست حزب کمونیست را در دست بگیرد. بعضی از کمونیست‌های باسابقه دوره تسلط افرادی مانند ایباروری و کاریلو بر حزب کمونیست را به دلیل وابستگی کامل آن‌ها به استالین و آزار و اذیت اعضا دوره‌ای بسیار ناگوار می‌دانند. در این دوره دستگیری و شکنجه اعضا حزب به امری رایج بدل شده بود و حتی حزب کمونیست اسپانیا دست به ترور اعضایی می‌زد که با رهبری و مواضع آن مخالف بودند. اگر هم یکی از اهداف ترور می‌توانست به اسپانیا بگریزد رادیو آزاد اسپانیا ورود او به اسپانیا را اعلام می‌کرد تا دولت اسپانیا اقدام به دستگیری این افراد نماید. اعضا زیادی در این دوران در اثر فشارها تا مرز جنون رفتند و بعضی در مقابل فشار بازجویی‌ها و اتهامات خودکشی کردند. بعضی از مهم‌ترین نام‌ها که در این دوران جان خود را به دست همقطاران خود از دست دادند عبارتند از: خوانگو دپرتگالته (کشته شده در سال ۱۹۴۴ میلادی)، گابریل لئون تریلا (کشته شده با فرمان ایباروری و کاریلو در سال ۱۹۴۵ میلادی)، یسوس هرناندز (کشته شده در سال ۱۹۴۶ میلادی)، لینو (کشته شده در سال ۱۹۵۰ میلادی)، خوان کوموررا (کشته شده در سال ۱۹۵۴ میلادی). حتی افراد معروفی مانند ژنرال مودرو و لیستر نیز مدتی در لیست ترور کمیته مرکزی بودند و تنها هنگامی که استالین از آن‌ها پیش ایباروری، کاریلو و آنتون تمجید کرد از مرگ نجات یافتند.

### دومین تبعید (۱۹۷۷–۱۹۶۰)
در ژانویه سال ۱۹۶۰ میلادی هنگامی که ششمین کنگره حزب کمونیست اسپانیا در پراگ برگزار می‌شد ایباروری ۶۴ ساله مقام دبیرکلی حزب را به کاریلو داد و سمت افتخاری رئیس حزب را پذیرفت. او که حالا فراغتی از کارهای سیاسی یافته بود نخستین کتابش با نام El Único Camino (یگانه راه) را در سال ۱۹۶۲ میلادی در پاریس منتشر ساخت. چند سال پس از آن نیز کتاب خاطراتی از او با نام «خاطرات گل رنج از ۱۹۳۹ تا ۱۹۷۷» منتشر شد.
دلوریس مدرک افتخاری خود را در ۱۰ نوامبر ۱۹۶۱ میلادی در دانشگاه دولتی مسکو در رشته علوم تاریخ به دلیل نقشش در توسعه نظریات مارکسیستی دریافت کرد.
ایباروری در سال ۱۹۶۳ میلادی تلاش کرد تا از اعدام یکی از اعضای حزب کمونیست خولیان گریامائو توسط دولت فرانکو خودداری کند اما ناموفق بود. گریامائو پیش از اعدام به دلورس نوشت: «اعدام من آخرین اعدام خواهد بود». در دسامبر همان سال که ایباروری برای شرکت در پنجمین سالگرد انقلاب کوبا به این کشور رفته بود فیدل کاسترو به او پیشنهاد داد که در این کشور باقی بماند اما او نپذیرفت.
در ۱۵ آوریل ۱۹۶۴ میلادی در جشن تولد ۷۵ سالگی نیکیتا خروشچف دلورس یکی از سخنرانان بود و در ۳۰ آوریل نیز جایزه صلح لنین را همراه با سه تن دیگر دریافت کرد.
در سال ۱۹۶۵ میلادی ایباروری به یوگسلاوی رفت تا ضمن دیدار با یوسیپ بروز تیتو از او عذرخواهی کند زیرا کمینفرم در سال ۱۹۴۸ میلادی فرمان اخراج یوگسلاوی از جامعه کشورهای سوسیالیست را داده بود و دلورس نیز در آن زمان جزو موافقان این ایده بود. سال ۱۹۵۶ میلادی طی بیستمین کنگره حزب کمونیست شوروی اتهامات پیشین از یوگسلاوی رفع شد و حالا دلورس به دیدن مردی آمده بود که سال‌ها پیش رسوایش کرده بود. هنگام دیدار رودررو میان ایباروری و تیتو وقتی که دلورس داشت عذرخواهی می‌کرد تیتو حرف او را قطع کرد و گفت: «خودت را اذیت نکن دلورس، نگران نباش. من به خوبی می‌دانم که آن روزها کارها چگونه بود، کاملاً می‌دانم. به علاوه، بهت اطمینان می‌دهم که اگر من هم جای تو بودم به احتمال زیاد همان کاری را انجام می‌دادم که شما کردید». ایباروری در سال‌های بعد چندبار دیگر نیز به یوگسلاوی سر زد. در دسامبر ۱۹۶۵ میلادی در شوروی نشان لنین به او اهدا شد و دلورس به یکی از هفده خارجی بدل شد که در تاریخ شوروی توانست این نشان را دریافت کند.

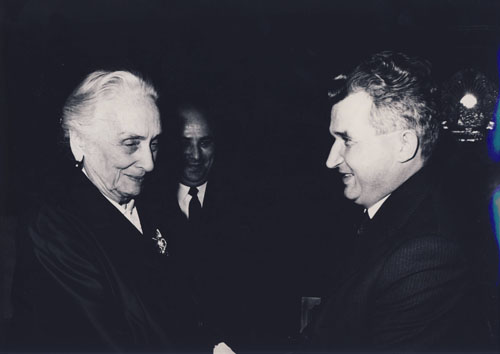
دلورس ایباروی در حال دیدار نیکلای چائوشسکو هنگام بازدید از رومانی، ۱۹۷۲ میلادی

ایباروری همچنین ریاست کمیسیون تألیف کتاب چهار جلدی جنگ داخلی اسپانیا از ۱۹۳۶ تا ۱۹۳۹ میلادی را به عهده داشت که جنگ داخلی را از دیدگاه حزب کمونیست اسپانیا نشان می‌داد و طی سال‌های ۱۹۶۶ تا ۱۹۷۱ میلادی منتشر شد.
در ۶ مه ۱۹۷۰ میلادی روزنامه راست‌گرای ABC در اسپانیا ضمن گزارشی بیان داشت که ایباروری به عنوان رئیس حزب کمونیست اسپانیا در مسکو اقامت دارد اما محل اقامت دبیرکل در ایتالیا است. این روزنامه بیان می‌داشت که در قبال اجازه شوروی برای همکاری حزب کمونیست اسپانیا با احزاب غیرکمونیست حالا حزب کمونیست اسپانیا انتقاداتش از تهاجم اعضای پیمان ورشو به چکسلواکی را پس گرفته و سکوت اختیار کرده است.
در ۸ نوامبر ۱۹۹۷۲ میلادی خولیان ریوز ۸۲ ساله، شوهر دلورس که حالا با هم متارکه کرده بودند و می‌گفت آرزو دارد که در سرزمین خودش بمیرد از مسکو به اسپانیا آمد. هنگامی که در مارس ۱۹۷۴ میلادی دولت فرانکو تصمیم گرفت یک آنارشیست اهل کاتالان به نام سالوادور پوچ آنتیگ را اعدام کند ایباروری این عمل را محکوم کرد. دلورس همچنین از اقدامات انقلابی اسقف آنتونیو آنوورس آتون از بیلبائو که علناً از هویت فرهنگی باسک‌ها دفاع می‌کرد و تلاش‌های فرانکو در نابودی آن را به چالش می‌کشید صحبت کرد. ایباروی در همان سال نشان انقلاب اکتبر را نیز دریافت نمود.
دیکتاتور اسپانیا ژنرال فرانکو در ۲۰ نوامبر ۱۹۷۵ درگذشت. دلورس سال بعد را به موضوع آشتی‌ملی مشغول بود و در ۱۶ فوریه ۱۹۷۷ میلادی به مقامات اسپانیایی اعلام داشت که می‌خواهد به اسپانیا بازگردد. در ۲۲ فوریه حزب کمونیست اسپانیا که هنوز در کشور غیرقانونی بود لیست خود برای انتخابات ۱۵ ژوئن را اعلام کرد که نام دلورس نیز در آن بود. با وجود فضای ترس و نگرانی که هنوز برقرار بود دولت اسپانیا در ۹ آوریل حزب کمونیست را قانونی کرد اما هنوز به دلورس مجوز ورود نمی‌داد اما حزب کمونیست اعلام کرد که به هر حال در روز ۱۳ مه منتظر فرود هواپیمای حامل ایباروری در مادرید است که دولت بالاخره در روز ۱۲ مه تسلیم شد و ویزای ایباروری را صادر نمود. خولیان ریوز در اینباره اعلام کرد هرچند دلورس مادر فرزندان من است و زندگی سالم و آرامی برای او آرزو دارم اما برای دیدارش به فرودگاه نمی‌روم.

### بازگشت به مادرید (۱۹۸۹–۱۹۷۷)
در ساعت ۲ عصر روز ۱۳ مه سال ۱۹۷۷ میلادی دولورس ایباروری با بدرقه مقامات شوروی همراه با پرواز خطوط هوایی آئروفلوت از فرودگاه بین‌المللی شرمتیوو به سوی اسپانیا حرکت کرد و در ساعت ۷:۵۹ عصر در فرودگاه فرودگاه مادرید-باراخاس فرود آمد. با وجود آنکه حزب کمونیست اسپانیا برنامه‌ای جهت استقبال رسمی از دولورس نداشت اما صدها تن از هواداران با پرچم‌های سرخ و نمادهای کمونیستی در فرودگاه منتظر بودند.
نخستین کارزار او صحبت در میان ۳۰ تا ۵۰ هزار نفر از مردم در روز ۲۳ مه در بیلبائو بود. دولورس با وجود آنکه احساس خستگی می‌کرد ساعت‌ها در مورد عملکرد کشورهای سوسیالیستی «جایی که کارگران می‌توانند بدون حضور سرمایه‌داری به خوبی زندگی کنند» توضیح داد اما پس از آن به حدی خسته شد که کنفرانس مطبوعاتی عصر را لغو کرد. روز بعد او در آبیلس برای هزاران کارگر صحبت کرد. یکی از شاهدان آن روز می‌گوید: «شهر سرخ پوشیده بود. از هرجا سرود انترناسیونال شنیده می‌شد. فضا و سکوتی که هنگام صحبت کردن بانوی رنج وجود داشت و انفجار شادی در آن روز خاطراتی فراموش نشدنی هستند».
انتخابات سراسری بالاخره در ۱۵ ژوئن برگزار شد و ایباروری توانست کرسی مجلس را به دست آورد. آنچنان که خود او در خاطراتش ذکر کرده است در ساعت ۱۰:۰۵ روز ۱۳ ژوئیه پس از ۴۱ سال دوباره بر روی همان صندلی مجلسی نشست که زمانی مجبور به ترکش شده بود. در روز ۲۲ ژوئیه بالاخره پادشاه اسپانیا مجلس جدید را افتتاح نمود و ایباروری نیز در آن روز حضور داشت هرچند که هنگام تشویق یک دقیقه‌ای پادشاه در صندلی‌اش ماند و بلند نشد.
در ۴ اوت شوهر دولورس در باراکالدو فوت کرد و او در مراسم ختم حاضر شد. سپس برای شرکت در شصتمین سالگرد انقلاب اکتبر به مسکو رفت و تا ۲۱ نوامبر در شوروی ماند.
سن بالا و شرایط بد سلامتی ایباروری موجب شده بود به دفعات بستری شود و شعبه حزب کمونیست اسپانیا خواستار بازنشستگی و جایگزین کردن فردی دیگر با او در مجلس بود اما کمیته مرکزی حزب به دلیل جلوه نمادین دولورس با این درخواست موافقت نکرد و او همچنان در مجلس باقی ماند. در ۳۱ اکتبر ۱۹۷۸ میلادی هنگامی رای‌گیری جهت تصویب قانون اساسی جدید اسپانیا یک بله بلند را در مجلس فریاد زد. رئیس‌جمهور وقت آدولفو سوارس در ماه دسامبر مجلس را منحل کرد و انتخابات جدیدی برای سال بعد برنامه‌ریزی شد اما ایباروری دیگر قصد شرکت در مجلس را نداشت.
در سال‌های بعد ایباروری به برگزاری تظاهرات‌های فمینیستی، تجمعات سیاسی، شرکت در جلسات حزب کمونیست اسپانیا و مسافرت‌های تابستانی به شوروی مشغول بود. او در شکاف چینی-شوروی به سختی انور خوجه را به دلیل مخالفت‌هایش با خورشچف محکوم کرد و گفت خوجه به مانند سگی است که دستی که به او غذا می‌دهد را گاز می‌گیرد. هنگام تولد ۹۰ سالگی دلورس ۱۵ تا ۲۰ هزار نفر از کهنه‌سربازان تیپ‌های بین‌المللی برای تبریک به مادرید آمدند.
ایباروری که از هیچ مقرری برخوردار نبود در سال ۱۹۸۷ میلادی از مجلس تقاضای کمک مالی کرد و مقرر شد ۱۵۰۰۰۰ پزو (برابر با ۱۲۵۰ دلار آنزمان) به او ماهیانه تعلق بگیرد. در ۱۳ سپتامبر ۱۹۸۹ میلادی دلورس به دلیل سینه‌پهلو شدید بستری شد و هرچند که پس از بهبودی از بیمارستان مرخص شده بود اما با عود کردن دوباره بیماری در ۷ نوامبر مواجه شد و در ۱۲ نوامبر هنگامی که ۹۳ ساله بود درگذشت. بسیاری از مردم، شهردار مادرید و سفرای کشورهای سوسیالیستی روز بعد بر بالین او حاضر شدند. در روز ۱۶ نوامبر عزاداران جنازه او را پس از سخنرانی رافائل آلبرتی و خولیو آنگویتا به گورستان دلا آلمودنا بردند و در نزدیکی گور پابلو ایگلسیاس پوزه دفن کردند. حاضران در هنگام دفن دلورس شعار معروف «آن‌ها عبور نخواهند کرد» که او سال‌ها پیش در روزهای دفاع از مادرید داده بود را فریاد زدند.

## یادمان‌ها و یادبودها

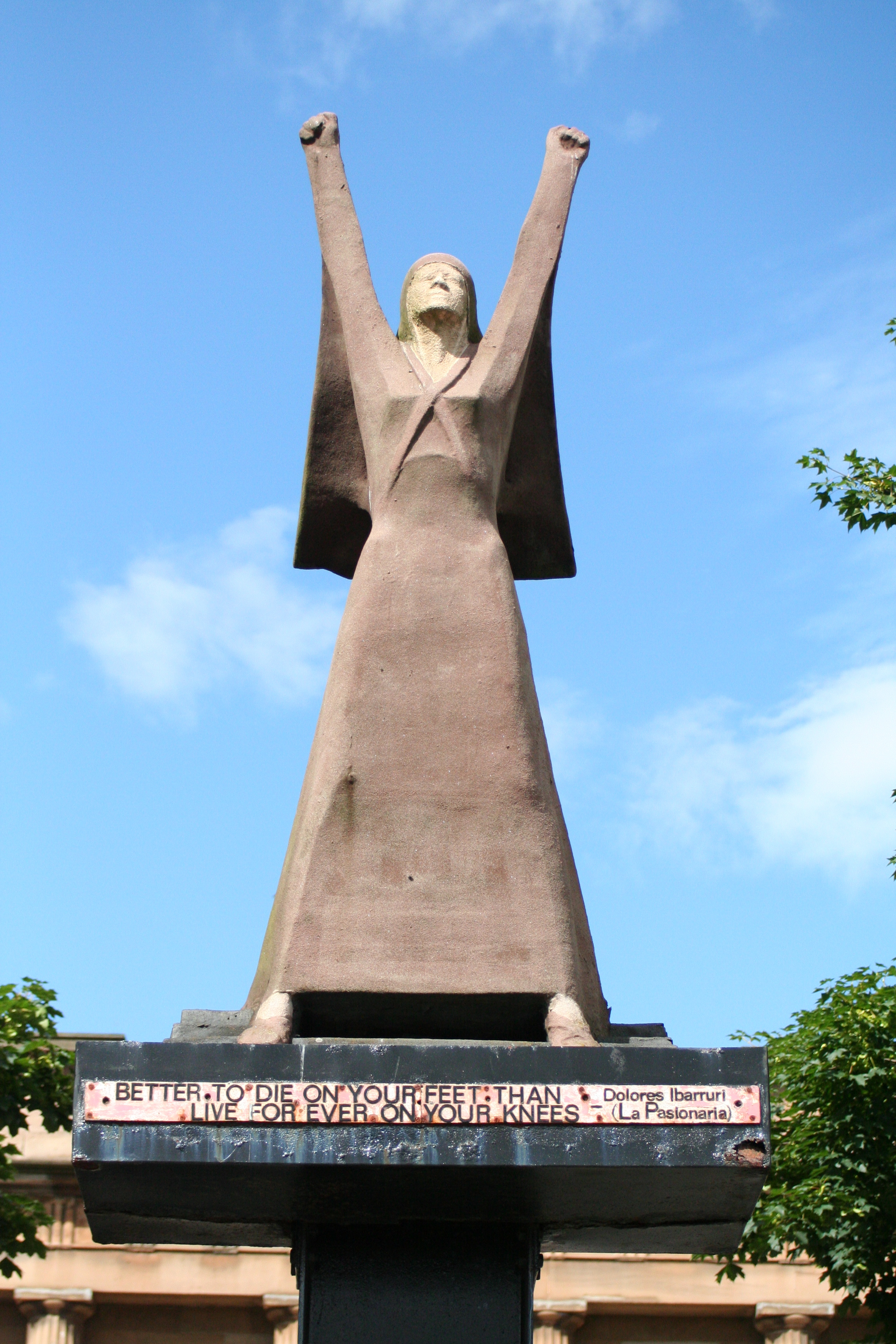
مجسه ایباروری در گلاسگو

در سال ۱۹۷۴ میلادی انجمن کهنه‌سربازان تیپ‌های بین‌اللملی در اسکاتلند تصمیم گرفت تا در یادبود ۲۱۰۰ داوطلب بریتانیایی که طی جنگ داخلی اسپانیا به صورت داوطلب در قالب تیپ‌های بین‌المللی برای جمهوری اسپانیا جنگیدند یادبودی را بسازد. ساخت این یادبود به آرتور دولی سپرده شد و تصمیم گرفت در این کار از ایباروری الهام بگیرد.
این مجسمه نخست قرار بود از مس ساخته شود اما به دلیل مشکلات مالی از آهن و فایبرگلاس ساخته شد. مجسمه نهایی که با الگو گرفتن از دولورس ایباروی ساخته شد زنی را با یک دامن بلند نشان می‌دهد که پاهای خود را باز کرده و دست‌های مشت کرده‌اش رو به آسمان است. در پایه مجسمه نیز یکی از جملات معروف ایباروری یعنی «ایستاده مردن بهتر از زیستن روی زانو است» حک شده است.

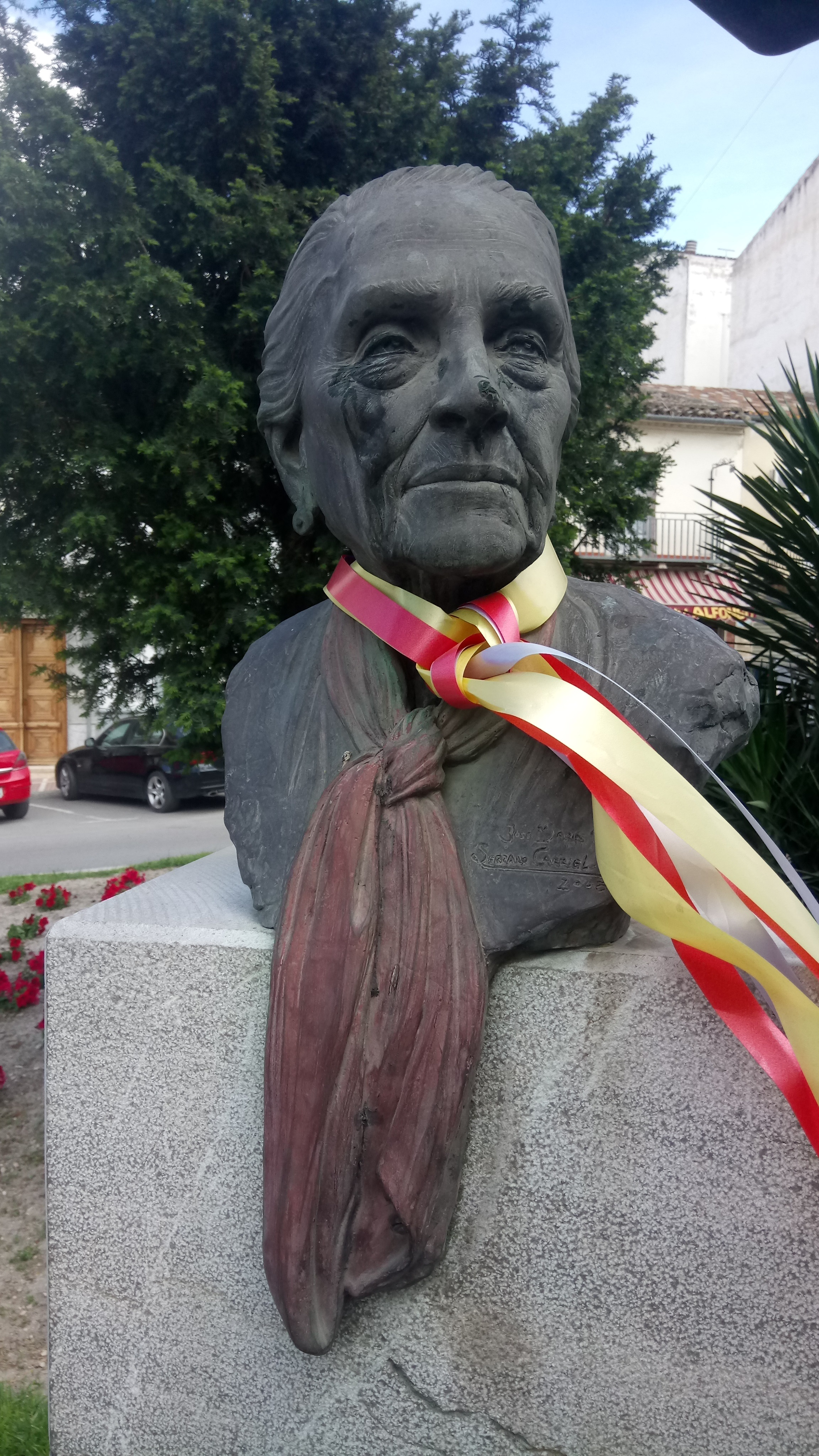
سردیس ایباروری اثر ماریا سرانو کاریل در خدار

در اسپانیا نیز مجسمه‌هایی از دولورس وجود دارد و خیابان‌هایی نیز به نام او هستند که در یک مورد حزب مردم کشور باسک در سال ۲۰۱۷ خواستار تغییر نام یکی از خیابان‌ها به دلیل نقش وحشتناک دولورس در جنگ داخلی اسپانیا و نزدیکی او با استالین شدند.

## در فرهنگ عامه
یک گروه پانک راک برزیلی به نام Porcos Cegos در آلبوم سال ۲۰۰۲ خود آهنگی به زبان انگلیسی دربارهٔ ایباروری خوانده‌اند.
در یکی از آثار آنتونی پاول به نام رستوران چینی کازانووا شخصیت‌های داستان تصویری از بانوی رنج را روی شومینه خود دارند.
در رمان این ناقوس مرگ کیست؟ اثر ارنست همینگوی اعضای جوخه دربارهٔ اینکه چرا ایباروری در کشاکش جنگ داخلی اسپانیا پسرش را به شوروی فرستاده بحث می‌کنند.
یک گروه موسیقی فولکترونیکا اسکاتلندی به نام اینیال در آلبوم سال ۲۰۱۷ خود آهنگی به نام بانوی رنج را به ایباروری تقدیم کرده است.
هنرمند آمریکایی جو دیویدسون که گفتگوهایش با ایباروری را هنگام حضورش در اسپانیا در خاطراتش نوشته است در سال ۱۹۳۸ میلادی پرتره‌ای از او را درست کرد.